# Aborcja w Niemczech
Aborcja w Niemczech – obecnie w Niemczech aborcja prawnie dopuszczalna jest jedynie w dwóch wypadkach:
- gdy ciąża zagraża życiu bądź zdrowiu fizycznemu i psychicznemu matki,
- gdy jest wynikiem gwałtu, występku kazirodczego i przestępstwa pedofilskiego[1].

Nie karze się jednak za jej wykonanie w pierwszym trymestrze ciąży z innych powodów, jeżeli:
- kobieta skorzystała z odpowiednich konsultacji z lekarzem
- zabieg został wykonany przez lekarza
- pomiędzy konsultacją a zabiegiem zachowano odstęp co najmniej 3 dni.

Są to warunki, które muszą być spełnione jednocześnie. Oznacza to, że kobiety de facto mogą usuwać ciążę także z przyczyn społecznych, ekonomicznych i osobistych bez jakiejkolwiek odpowiedzialności karnej.
Natomiast lekarz podlega odpowiedzialności karnej za wystawienie błędnego zaświadczenia o występowaniu okoliczności uprawniających do legalnej aborcji, karze się go również za dokonanie aborcji bez sprawdzenia stadium zaawansowania ciąży, poinformowania kobiety o możliwych konsekwencjach zabiegu bądź bez dania jej możliwości wyjawienia motywów swojej decyzji. Karalna jest również reklama usług aborcyjnych. Istnieje klauzula sumienia, w zgodzie z którą lekarz może odmówić wykonania zabiegu.
W 2018 roku wykonano 100 986 zabiegów, 92% w ramach procesu konsultacji.

## Historia

### Epoka nowożytna
Constitutio Criminalis Carolina (1532) zabraniała aborcji „żywego dziecka” i przewidywała za nią karę śmierci poprzez ścięcie (w przypadku mężczyzn udzielających pomocy) lub utopienie (w przypadku kobiet dokonujących aborcji). Natomiast kara za przerwanie ciąży w przypadku „zarodka pozbawionego duszy” była pozostawiona w gestii sądu. Za granicę pomiędzy „żywym dzieckiem” a „zarodkiem bez duszy” uznawano na ogół 4 miesiąc ciąży. Wierzono wówczas, że płód staje się żywy, gdy kobieta wyczuwa jego ruch. W praktyce przerywanie ciąży nie było na ogół karane, ponieważ przy ówczesnym poziomie rozwoju medycyny trudno było stwierdzić ciąże we wczesnych fazach, wykryć aborcje i udowodnić kobiecie, że celowo usunęła płód. Bardzo niewiele kobiet było oskarżanych. Jeśli już miało to miejsce, to w szerszych sprawach dotyczących dzieciobójstwa. W nich oskarżane były samotne i ubogie kobiety.

### Druga Rzesza
W 1872 roku wszedł w życie Kodeks Karny, którego artykuł 218 zabraniał całkowicie aborcji. Przewidywano karę maksymalnie 5 lat więzienia dla kobiety wykonującej aborcje. Wyrok był niższy, gdy istniały okoliczności łagodzące, ale nie mógł być niższy niż 6 miesięcy więzienia. Tej samej karze podlegały osoby, które udzielały pomocy przy wykonaniu aborcji. Artykuł 219 przewidywał karę do 10 lat więzienia dla osób, które udostępniały kobiecie środki do przeprowadzenia aborcji. Był on również w mocy na ziemiach polskich dawnego zaboru pruskiego do roku 1932.
Pod koniec XIX wieku w Niemczech postulowano liberalizację przepisów aborcyjnych. Przed I Wojną Światową liberalni prawnicy zgłosili propozycje przepisów, które likwidowały kary dla lekarzy, którzy wykonywali zabieg aborcji. Nie wprowadzono ich jednak w życie.

### Republika Weimarska
Po I wojnie działacze KPD i SPD złożyli projekt legalizacji aborcji w pierwszych trzech miesiącach ciąży, ale został on odrzucony przez Reichstag. Argumentowano, że liberalizacja przepisów jest konieczna, by zapobiec ogromnej ilości zgonów kobiet, które umierały po nielegalnych, źle przeprowadzanych aborcjach. Liberalizacji przepisów sprzeciwiały się partie nacjonalistyczne i Partia Centrum. 1926 roku zmniejszono nieznacznie kary za wykonywanie aborcji. Usunięto artykuł 219 Kodeksu Karnego.
W 1927 roku orzeczenie niemieckiego Sądu Najwyższego uznało aborcję dokonaną dla ratowania życia matki za legalną jako działanie w stanie wyższej konieczności. Orzeczenie to było interpretowano liberalnie. Stowarzyszenia lekarskie uznały, że zabieg aborcji można wykonać, jeśli drugi lekarz potwierdzi, że kobieta cierpi na schorzenie, które może ulec pogorszeniu na skutek ciąży. Wciąż jednak karano za nielegalne przerywanie ciąży, w 1927 roku skazano 3 800 kobiet. W 1930 NSDAP zgłosiło projekt zaostrzenia przepisów, który jednak nie zyskał poparcia parlamentu.

### III Rzesza
Zmiana nastąpiła po dojściu do władzy Adolfa Hitlera i powstaniu III Rzeszy (1933–1945), w której aborcję uznano za zbrodnię przeciwko ciału i państwu. Przywrócono i zaostrzono dawny artykuł 219 Kodeksu Karnego, który zakazywał reklamy czy edukacji na temat środków służących do przeprowadzenia aborcji (groziła za to kara do 10 lat więzienia). Zabiegi formalnie dopuszczalne w świetle wyroku Sądu Najwyższego z 1927 roku były surowo sprawdzane i ograniczane.
W wyniku tego nastąpił spadek liczby legalnych (zgłaszanych) zabiegów z 43 912 w 1932 do 2 775 w 1939 roku. Wzrosła liczba kobiet skazanych na więzienie za aborcje. W 1932, przed rządami Hitlera, skazano 4 200 kobiet, w 1938 już 7 000.
W obrębie Gestapo powołano specjalną antyaborcyjną komórkę (Biuro ds. Walki z Homoseksualizmem i Aborcją), której celem było tropienie i karanie osób wykonujących zabieg. Podczas gdy w okresie Republiki Weimarskiej kary były głównie finansowe, w okresie III Rzeszy 85% wyroków było karami ograniczenia wolności. Spośród 91 osób skazanych w latach 1935–1939 na więzienie za udzielenie pomocy w zabiegu aborcji większość stanowiły kobiety (położne). Jednocześnie jednak tolerowano zabiegi przerywania ciąży wykonywane przez Żydówki. W 1938 roku uniewinniono parę żydowską, w której kobieta dokonywała aborcji, stwierdzając, że prawo chroniące zarodki niemieckie nie ma zastosowania do zarodków żydowskich.
W okresie II wojny światowej mocno wzrosła ilość nielegalnie wykonywanych aborcji. Wynikało to między innymi z wprowadzonego na terenie Rzeszy prawie całkowitego zakazu sprzedaży i produkcji środków antykoncepcyjnych. Z zakazu wyjęte były jedynie prezerwatywy, ze względu na wniosek wojska, które obawiało się o rozpowszechnienie chorób wenerycznych wśród żołnierzy.
Kolejna zmiana przepisów nastąpiła w 1943 roku. Ponownie zaostrzono wówczas przepisy, wprowadzając karę śmierci za wielokrotne próby usuwania ciąży. Zakaz aborcji nie obejmował kobiet niebędących Niemkami, chyba że ich działania miały wpływ na zdrowie narodu niemieckiego. Dotyczyło to pracownic przymusowych spoza Niemiec (np. Polek, Rosjanek), które znajdowały się na terenie Rzeszy. W ich przypadku od 1943 zezwalano na aborcje i przeprowadzano je bez ograniczeń. Jednocześnie zlikwidowano istniejącą wcześniej możliwość powrotu kobiety do regionu pochodzenia na czas porodu i połogu. Często przymuszano pracownice z Rosji i Polski do aborcji. Wyjątkiem były sytuacje, gdy ojcem był np. żołnierz SS. W takich sytuacjach aborcje były odwlekane a kobiety poddane badaniu „czystości rasowej” i w niektórych przypadkach do aborcji nie dochodziło. Zmuszano wówczas matkę do doniesienia ciąży, a po porodzie dziecko przekazywano nazistowskiej organizacji społecznej.
Na terenie Generalnego Gubernatorstwa po 1939 roku utrzymano przepisy z okresu II Rzeczypospolitej zakazujące aborcji. Jednak od 1943 roku przepisy te uległa zmianie. Aborcja było wtedy, jedyny raz w historii państwa polskiego, legalna bez żadnych ograniczeń na żądanie kobiety.

### Po II wojnie światowej
Po wojnie w strefie okupowanej przez mocarstwa zachodnie wrócono do przepisów z 1927 roku. Natomiast w strefie sowieckiej wprowadzono legalność aborcji z szeregu przyczyn. Przede wszystkim dopuszczano przerywanie ciąży powstałej na skutek gwałtu, co dotyczyło pod koniec wojny setek tysięcy kobiet.

#### NRD
W 1950 roku parlament NRD przyjął Ustawę o ochronie matki i dziecka oraz prawach kobiety. Aborcja była dozwolona jedynie z racji medycznych i embriopatologicznych. NRD było jedyną spośród sowieckich satelitów, która nie zalegalizowała przerywania ciąży w drugiej połowie lat 50. Przerywanie ciąży stało się legalne w pierwszym trymestrze na mocy ustawy przyjętej przez NRD 9 marca 1972 roku.

#### RFN
Debata aborcyjna rozgorzała na nowo w Niemczech Zachodnich na początku lat 70. 18 czerwca 1974 roku Bundestag przyjął legalizację aborcji bez ograniczeń w pierwszych trzech miesiącach ciąży, ale ustawa ta nie zdążyła wejść w życie, gdyż kilka dni później zaskarżyli ją do Trybunału Konstytucyjnego parlamentarzyści CDU/CSU. W roku 1975 Trybunał uznał legalizację aborcji za sprzeczną z Konstytucją Niemiec. W roku następnym przyjęto jednak nowelizację kodeksu karnego dopuszczającą aborcję z racji medycznych, embriopatologicznych, kryminalnych i społecznych.

#### Po 1990
Po zjednoczeniu Niemiec kwestia aborcji znów odżyła, gdyż na terytorium Niemiec zachodnich obowiązywały przepisy RFN z 1976 roku, a w Niemczech wschodnich ustawodawstwo NRD z 1972 roku. W roku 1992 Bundestag ponownie przegłosował ustawę wprowadzającą aborcję bez ograniczeń. Rząd Bawarii oraz szereg osób (m.in. Kanclerz Helmut Kohl) zaskarżyli ustawę do federalnego Trybunału Konstytucyjnego, który podtrzymał swe wcześniejsze orzeczenie o niekonstytucyjności aborcji bez ograniczeń, postanowił jednak iż nie będzie ona karana w trzech pierwszych miesiącach ciąży pod warunkiem skorzystania z odpowiedniej konsultacji i odstępu trzech dni między konsultacją a zabiegiem. Nowe prawo weszło w życie w 1995 roku.

## Nastroje społeczne
W badaniu Europejskie Wartości w maju 2005 roku na pytanie Czy kobieta, jeśli nie chce mieć dzieci powinna mieć możliwość dokonania aborcji? twierdząco odpowiedziało 64% Niemców, przeciwne zdanie miało 34%, a tylko 2% nie miało zdania w tej kwestii. Odsetek przeciwników dopuszczalności przerywania ciąży był równy średniej z dziesięciu krajów biorących udział w badaniu, natomiast odsetek zwolenników legalności aborcji był od niej większy o 2%.